# Вольфганг Петерс
Вольфганг Петерс (нім. Wolfgang Peters, 8 січня 1929 — 22 вересня 2003) — німецький футболіст, що грав на позиції нападника за дортмундську «Боруссію», а також національну збірну ФРН.

## Клубна кар'єра
У дорослому футболі дебютував 1954 року виступами за команду «Боруссія» (Дортмунд), кольори якої і захищав протягом усієї своєї кар'єри гравця, що тривала десять років. 

## Виступи за збірну
1957 року провів свою першу і єдину гру у складі національної збірної ФРН.
Наступного року був включений до заявки збірної на чемпіонат світу 1958 у Швеції, де був запасним гравцем і на поле не виходив.
Помер 22 вересня 2003 року на 75-му році життя.